# Junioren-Badmintonpanamerikameisterschaft 2004
Die Junioren-Badmintonpanamerikameisterschaft 2004 fand vom 21. bis zum 25. Juli 2004 in Lima statt.

## Medaillengewinner der U19
| Disziplin    | Gold                     | Silber                                    | Bronze                                    |
| ------------ | ------------------------ | ----------------------------------------- | ----------------------------------------- |
| Herreneinzel | Kevin Cordón             | Jesús Aguilar                             | José Luis González Alcantar               |
| Herreneinzel | Kevin Cordón             | Jesús Aguilar                             | Thomas Araújo                             |
| Dameneinzel  | Claudia Rivero           | Cristina Aicardi                          | Victoria Leung                            |
| Dameneinzel  | Claudia Rivero           | Cristina Aicardi                          | Lauren Todt                               |
| Herrendoppel | Daniel Gouw Brandon Taft | Jesús Aguilar José Luis González Alcantar | Kevin Cordón Rodolfo Ramírez              |
| Herrendoppel | Daniel Gouw Brandon Taft | Jesús Aguilar José Luis González Alcantar | Sayed Ali V. J. Tolan                     |
| Damendoppel  | Daphne Ng Jamie Subandhi | Cristina Aicardi Claudia Rivero           | Cara Cheung Georgia Desjardins            |
| Damendoppel  | Daphne Ng Jamie Subandhi | Cristina Aicardi Claudia Rivero           | Tiffanie Kimura Lauren Todt               |
| Mixed        | Brandon Taft Lauren Todt | Andrew Todt Daphne Ng                     | Sebastien Rochon-Coutu Georgia Desjardins |
| Mixed        | Brandon Taft Lauren Todt | Andrew Todt Daphne Ng                     | Thomas Araújo Mariana Arimori             |

## Medaillengewinner der U17
| Disziplin    | Gold                                    | Silber                             | Bronze                           |
| ------------ | --------------------------------------- | ---------------------------------- | -------------------------------- |
| Herreneinzel | Antonio de Vinatea                      | Rodolfo Ramírez                    | Martín del Valle                 |
| Herreneinzel | Antonio de Vinatea                      | Rodolfo Ramírez                    | Sebastián Salazar                |
| Dameneinzel  | Alejandra Monteverde                    | Naty Rangel                        | Daphne Ng                        |
| Dameneinzel  | Alejandra Monteverde                    | Naty Rangel                        | Daniela Cuba                     |
| Herrendoppel | Martín del Valle Antonio de Vinatea     | Sasha Boyarin Azam Ali             | Michel Astolfi Rodrigo Soares    |
| Herrendoppel | Martín del Valle Antonio de Vinatea     | Sasha Boyarin Azam Ali             | Jack Shu Steven Wong             |
| Damendoppel  | Daniela Cuba Alejandra Monteverde       | Daniela Meza-Cuadra Daniela Eslava | Candice Ma Lysa Morishita        |
| Damendoppel  | Daniela Cuba Alejandra Monteverde       | Daniela Meza-Cuadra Daniela Eslava | Valeria Montero Naty Rangel      |
| Mixed        | Antonio de Vinatea Alejandra Monteverde | Martín del Valle Daniela Cuba      | Sebastián Salazar Daniela Eslava |
| Mixed        | Antonio de Vinatea Alejandra Monteverde | Martín del Valle Daniela Cuba      | William Rondeau Candice Ma       |

## Medaillengewinner der U15
| Disziplin    | Gold                          | Silber                           | Bronze                          |
| ------------ | ----------------------------- | -------------------------------- | ------------------------------- |
| Herreneinzel | Jonathan Ma                   | Eduardo Alvarez                  | Peter Butler                    |
| Herreneinzel | Jonathan Ma                   | Eduardo Alvarez                  | Bruno Monteverde                |
| Dameneinzel  | Lysa Morishita                | Deyanira Angulo                  | Michaela Salazar                |
| Dameneinzel  | Lysa Morishita                | Deyanira Angulo                  | Claudia Zornoza                 |
| Herrendoppel | Peter Butler Jonathan Ma      | Gareth Henry Chadwick Parsons    | Eduardo Alvarez Marco Garrido   |
| Herrendoppel | Peter Butler Jonathan Ma      | Gareth Henry Chadwick Parsons    | Alex Tjong Caio Pupo            |
| Damendoppel  | Claudia Zornoza Caridad Frias | Victoria Montero Deyanira Angulo | Tina Cavazos Becki Neumann      |
| Damendoppel  | Claudia Zornoza Caridad Frias | Victoria Montero Deyanira Angulo | Michaela Salazar Manuela Olcese |
| Mixed        | Jonathan Ma Lysa Morishita    | Eduardo Alvarez Victoria Montero | Peter Butler Michaela Salazar   |
| Mixed        | Jonathan Ma Lysa Morishita    | Eduardo Alvarez Victoria Montero | Bruno Monteverde Manuela Olcese |

## Medaillengewinner der U13
| Disziplin    | Gold                          | Silber                        | Bronze                            |
| ------------ | ----------------------------- | ----------------------------- | --------------------------------- |
| Herreneinzel | Brendan Lum                   | Mario Cuba                    | Job Castillo                      |
| Herreneinzel | Brendan Lum                   | Mario Cuba                    | Waldemar Schroeder                |
| Dameneinzel  | Katherine Winder              | Mariana Medina                | Andrea Alvarez                    |
| Dameneinzel  | Katherine Winder              | Mariana Medina                | Alejandra Servat                  |
| Herrendoppel | Waldemar Schroeder Mario Cuba | Job Castillo Andrés López     | Nicholas Jennings Brendan Lum     |
| Herrendoppel | Waldemar Schroeder Mario Cuba | Job Castillo Andrés López     | Irfan Djabar Ignacio de Vinatea   |
| Damendoppel  | Katherine Winder Lorena Duany | Emily Schwartz Jennifer Perry | Andrea Guerrero Cynthia González  |
| Damendoppel  | Katherine Winder Lorena Duany | Emily Schwartz Jennifer Perry | Mariana Medina Alejandra Servat   |
| Mixed        | Mario Cuba Lorena Duany       | Brendan Lum Jennifer Perry    | Waldemar Schroeder Andrea Alvarez |
| Mixed        | Mario Cuba Lorena Duany       | Brendan Lum Jennifer Perry    | Delsang Lue Taim Mariana Medina   |

## Medaillengewinner der U11
| Disziplin    | Gold                             | Silber                               | Bronze                         |
| ------------ | -------------------------------- | ------------------------------------ | ------------------------------ |
| Herreneinzel | Andrés Quadri                    | Pablo Antonio Aguilar                | Luis Ramón Garrido             |
| Dameneinzel  | Micaela Rivero                   | Camilla García                       | Nidia González                 |
| Herrendoppel | Luis Ramón Garrido Andrés Quadri | Gonzalo Duany Pablo Antonio Aguilar  | Thomas Kratka Mateo Pacheco    |
| Herrendoppel | Luis Ramón Garrido Andrés Quadri | Gonzalo Duany Pablo Antonio Aguilar  | Francis Sustaché               |
| Damendoppel  | Micaela Rivero Camilla García    | Noemi Castillo Nidia González        | -                              |
| Mixed        | Andrés Quadri Nidia González     | Pablo Antonio Aguilar Camilla García | Francis Sustaché Keisha Torres |